# Algina
Algina, ácido algínico ou alginato refere-se a uma substância presente na parede celular de algas marinhas pardas do Filo Phaeophyta e na cápsula celular de algumas bactérias, em que desempenha funções primariamente estruturais. Trata-se de um polissacarídeo, mais especificamente um poli-uronídeo, formado por dois monômeros de base, β-D-manuronila e α-L-guluronila, conectados entre si por ligações glicosídicas entre seus carbonos de número 1 e 4. As cadeias poliméricas são assim lineares, e constituem-se essencialmente de três tipos de 'blocos' de comprimento variável: blocos compostos apenas por guluronila, blocos compostos apenas por manuronila e blocos alternando um e outro monômero.
O alginato é um biopolímero natural sintetizado a partir de algas marrons e de micro-organismos (o chamado alginato bacteriano). As alginas são extraídas de algas, e são vendidas principalmente sob forma de sais. Em um meio aquoso, as substâncias podem formar uma solução coloidal viscosa, um gel ou um precipitado, de acordo com a força iônica e o pH do meio. Os alginatos são amplamente utilizados na indústria alimentícia, farmacêutica e médica, devido as suas propriedades estabilizantes, espessantes, gelicação, aumento da fixação, recipientes farmacológicos, etc.

## Histórico
Sua caracterização ocorreu no final do século 1883, onde Stanford obteve o alginato a partir da maceração das algas marrons que recobriam regiões de costa marítima. Em 1964,  os pesquisadores Linker e Jones,  descobriram que a bactéria patogênica Pseudomonas também era capaz de produzir tal polímero, o chamado alginato bacteriano. Posteriormente em 1966, Gorin e Spencer conseguiram constatar tal propriedade em bactérias não patogênicas chamadas Azotobacter vinelandii, isolada a partir do solo.

## Síntese
O Alginato é obtido de duas maneiras distintas. A primeira delas, é a partir de algas marinhas de pigmentação marrom (Phaeophyceae) onde representa 40% de sua massa seca. A outra é a partir de bactérias (principalmente as Azotobacter vinelandii) como uma espécie de mucilagem extracelular, ou seja, um polissacarídeo capsular. A diferença é que somente Azotobacter vinellandii produz alginato com seqüência de resíduos de ácidos L-guluronicos.

## Propriedades

### Estrutura e propriedades físicas
O alginato é um polímero natural da família dos copolímeros composto por quantidades que variam de  resíduos dos ácidos ß-D-manurônico e seu epímero α-L-gulurônico que se unem por ligações ß 1,4.
Os monômeros que compõem o alginato, são distribuídos em três blocos distintos, os resíduos manurônicos (Bloco M), os resíduos gulurônicos (Bloco G) e os resíduos alternados (Blocos M-G).
As aplicações do alginato são importantes principalmente por sua capacidade de formação de géis. As características desses géis dependem da proporção de Blocos G e Blocos M presentes da estrutura. A formação de géis ocorre nas sequências de resíduos galacturônicos que apresentam a particularidade de interagir com cátions divalentes (principalmente Ca++ e Mg++). Essa interação resulta em uma estrutura chamada “modelo caixa de ovos”. Esse modelo, descrito inicialmente por Grant, em 1973 descreve como o alginato na interação com os cátios citados acima, alteram sua linearidade, formando estruturas mais complexas.
No alginato produzido por bactérias, existe tanto grupos manurônicos como grupos gulurônicos, porém os grupos manurônicos possuem acoplados em si um grupo acetil o que os torna parcialmente acetilados. As características estruturais do alginato o tornam um modificador das propriedades reológicas. Isso significa que o mesmo pode modificar questões como viscosidade, viscoelasticidade e capacidade de deformação de onde for inserido.

## Aplicações
Apesar da obtenção do alginato por microorganismo, atualmente sua produção está intimamente associação às algas marrons e as indústrias que mais consomem esse material são as alimentícias, têxteis e de refino de celulose.
Na indústria de alimentos, que consome a maior parte do alginato produzido, sua utilização vai desde a misturas prontas para bolo, até a indústria de cerveja como estabilizante da espuma formada.
Algumas variações e compostos do alginato, como o alginato de sódio, além de serem compostos biodegradáveis, são biocompatíveis e não tóxicos o que estimula sua aplicação na indústria médica e farmacêutica. Sua aplicação é bastante comum em carreadores de fármacos (via oral ou intravenosa) devido a sua sensibilidade a variação do pH, fazendo com que o fármaco seja liberado em tempo e locais adequados.
Nas indústrias têxteis e de papel, sua aplicabilidade está associada ao fato de que o alginato melhora o desempenho de tintas, aumentando a fixação das mesmas nas superfícies.
Quando biopolímero, os alginatos são utilizados na produção de hidrogel de alginato, que atua diretamente na engenharia do tecido.  Ele fornece um suporte tridimensional para as células com propriedades reguláveis.